# Bierville
Bierville és un municipi francès, situat al departament del Sena Marítim i a la regió de Normandia. L'any 1999 tenia 259 habitants.
No s'ha de confondre amb l'indret on el poeta català Carles Riba residí durant l'exili i on va escriure les cinc primeres elegies que més tard esdevindrien les Elegies de Bierville. Carles Riba sojornà durant la primavera de 1939 en el molí de la finca del Castell de Bierville, a Boissy-la-Rivière, a prop d'Ètampes (a uns 60 km al sud de París)